# Gare de Torneträsk
La  gare de Torneträsk  est une gare ferroviaire et poste de transformation électrique, de la ligne de Malmbanan. Située à Torneträsk au nord de la Suède, elle sert les trains entre Kiruna et Narvik.

## Situation ferroviaire
Le bâtiment se trouve sur le bord du Torneträsk, sur la ligne du Malmbanan.

## Histoire
Le bâtiment, œuvre architecturale de Folke Zettervall, sert a la fois de gare et de poste de transformation électrique.  L'électrification du chemin de fer a considérablement augmenté la capacité de transport du Malmbanan et a donné un coup de pouce à l'industrie minière. Le passage de la vapeur à l'électricité signifiait qu'un tout nouveau type de construction, le poste de transformation et de conversion, devait être construit le long des voies ferrées. Zettervall a varié la conception architecturale de ces nouveaux types de bâtiments et leur a généralement donné le même traitement soigné que les maisons de gare. Zettervall a réalisé peut-être l'incarnation la plus unique du nouveau type de bâtiment dans quelques gares le long du Malmbanan, Luleå - Riksgränsen, où à Abisko, Vassijaure et Torneträsk, il a combiné des gares et des postes de transformation dans un seul bâtiment . 
Le bâtiment date d’entre 1912 et 1914, une des trois quasiment identiques sur la ligne, très caractéristiques tant par leur taille que par le dessin de leur façade. La maison de la gare, en briques rouges, est construit sur deux étages de demi, avec un toit en éternite et un socle en granit sculpté et se dresse avec un pignon faisant face à la voie. Les autres parties du bâtiment contiennent l'équipement du transformateur .